# Ráby
Ráby (en allemand : Raab) est une commune du district et de la région de Pardubice, en République tchèque. Sa population s'élevait à 586 habitants en 2024.

## Géographie
Ráby se trouve à 5 km au nord-nord-est du centre de Pardubice, à 16 km au sud de Hradec Králové et à 98 km à l'est de Prague.
La commune est limitée par Němčice au nord, par Kunětice à l'est et au sud-est, et par Staré Hradiště au sud-ouest et à l'ouest.

## Histoire
L'origine du village remonte à la fin du XVIIIe siècle.

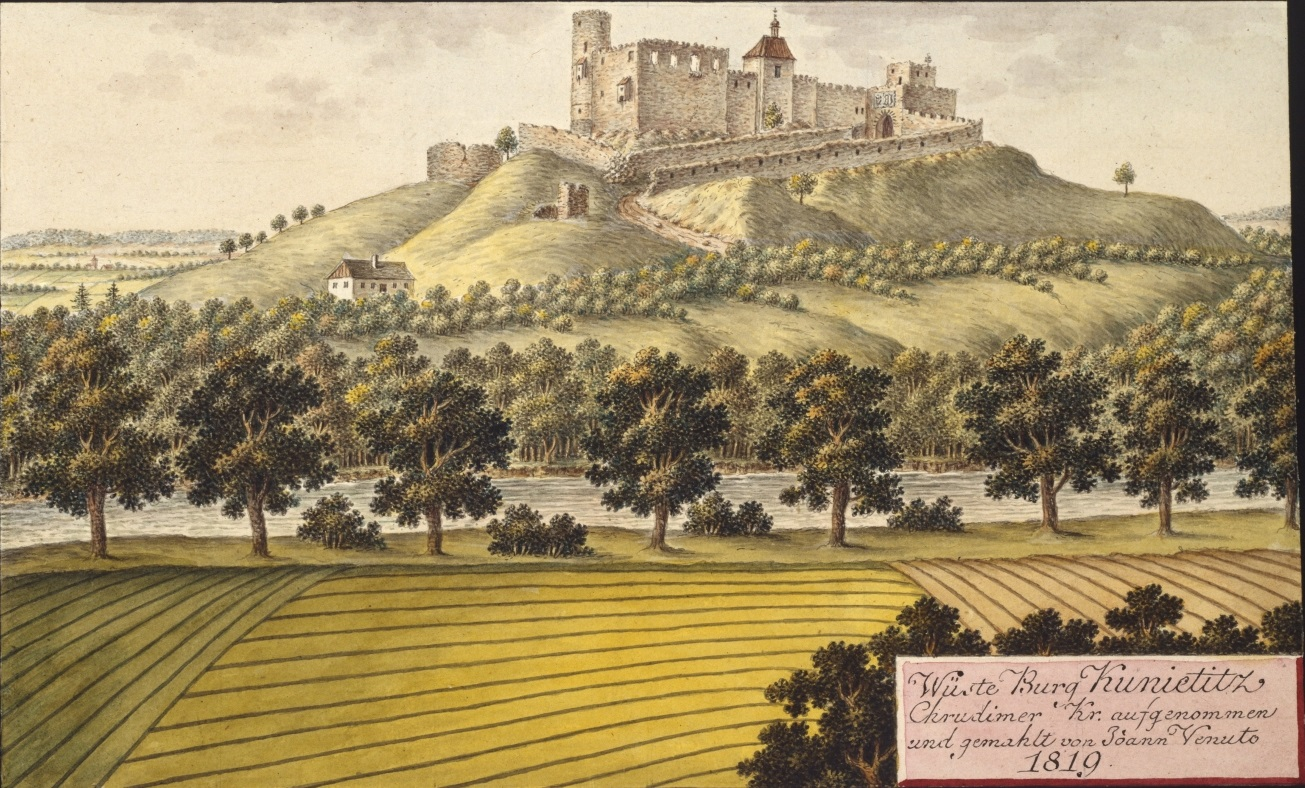
Château de Kuneticka Hora par Joann Venuto (1819).
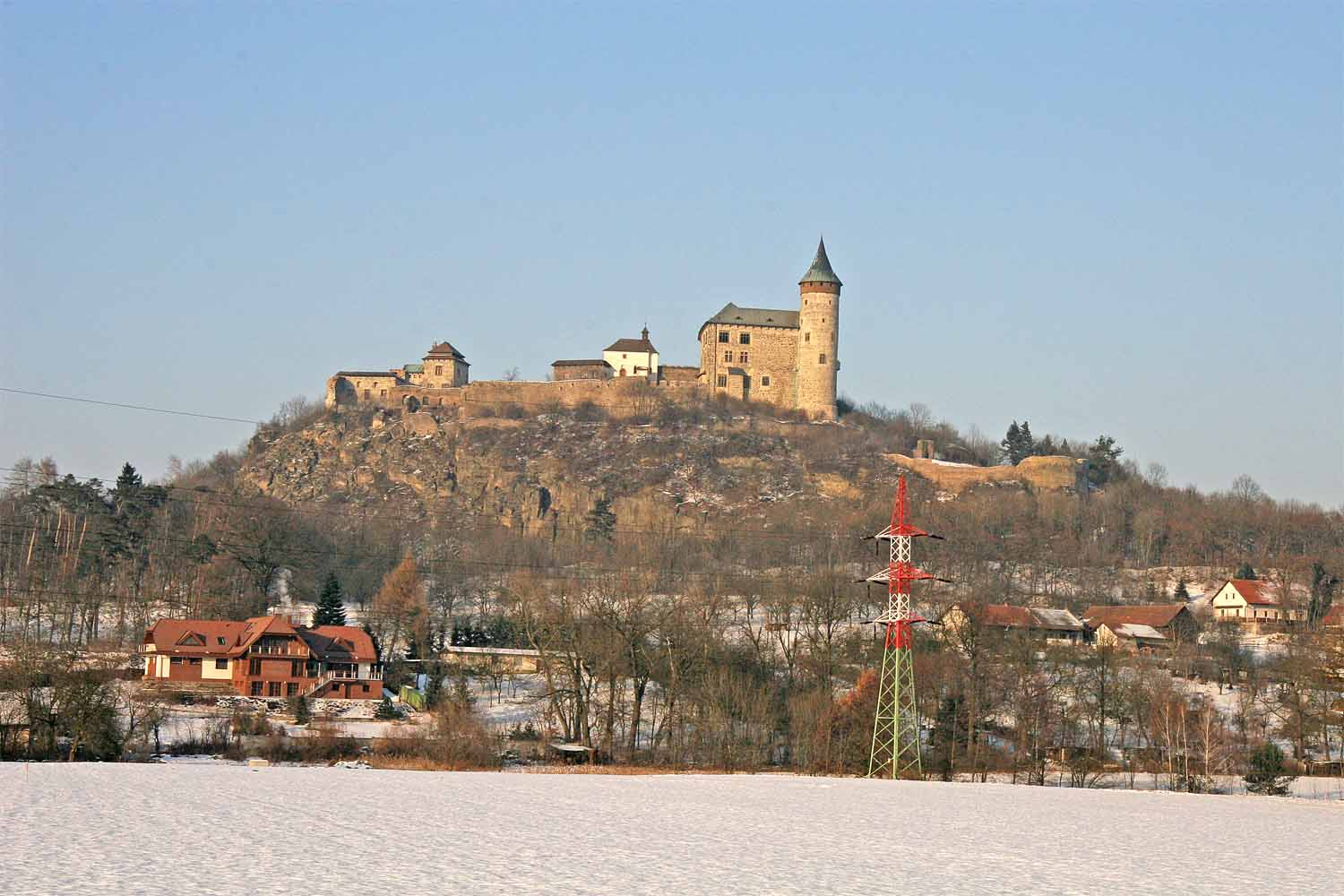
Château de Kuneticka Hora : vue générale.

## Galerie

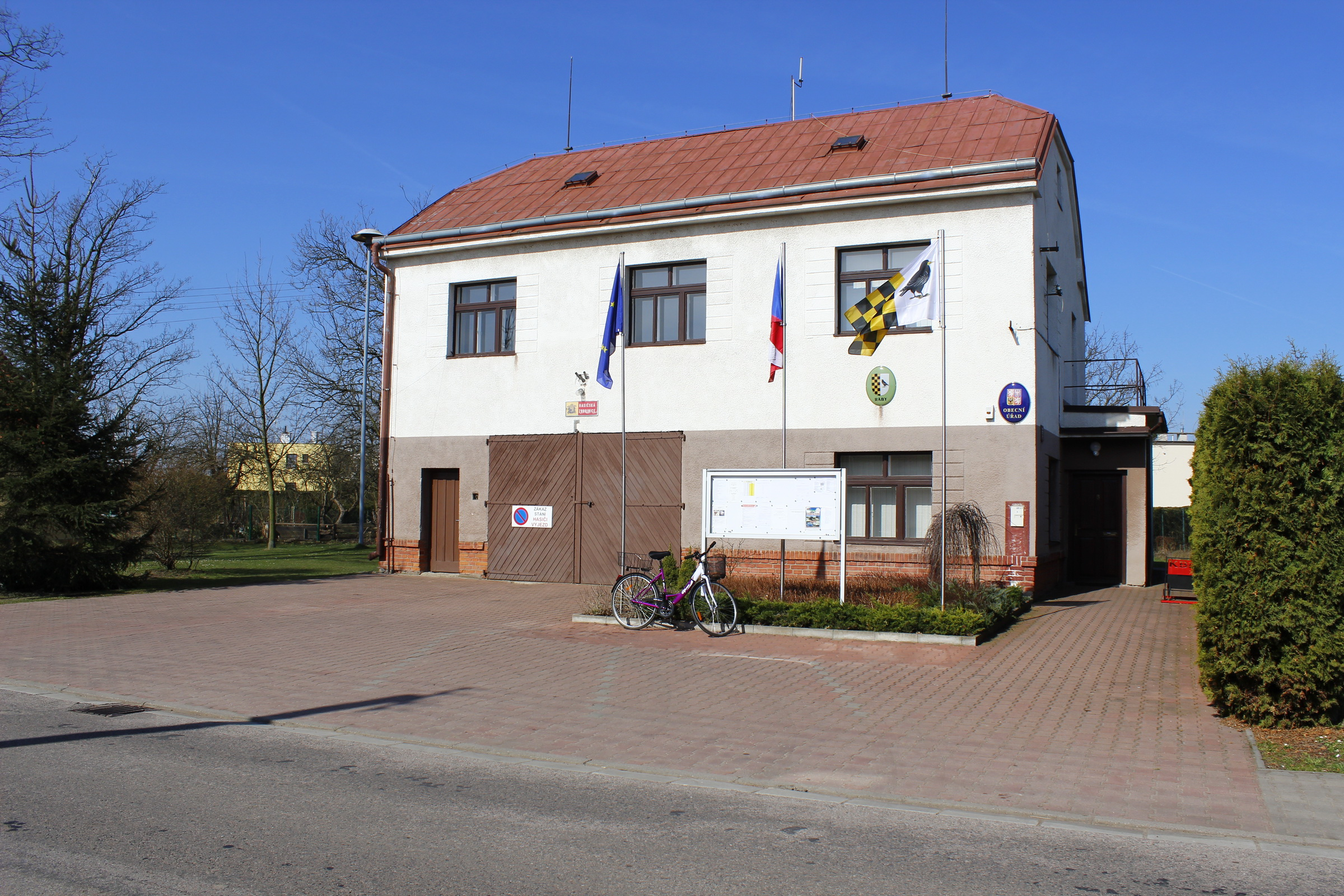
Raby : la mairie.
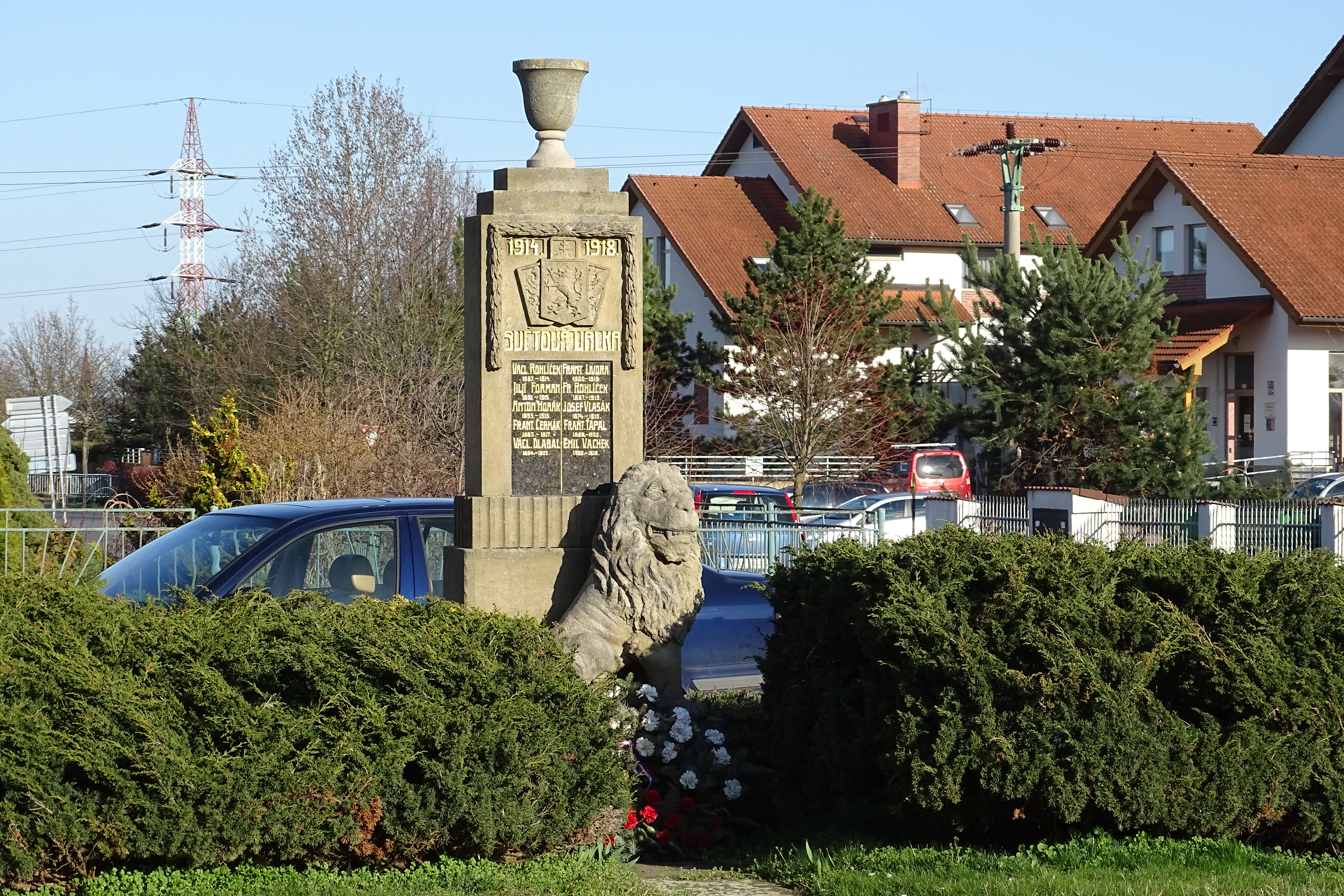
Monument aux morts.

## Transports
Par la route, Ráby se trouve à 7 km de Pardubice et à 119 km de Prague. 